# Seznam liberálních myslitelů
Toto je seznam liberálních myslitelů.

## A
- Raymond Aron (Francie, 1905-1983)

## B
- Frédéric Bastiat (Francie, 1801-1850)
- Simone de Beauvoir
- Jeremy Bentham (Spojené království, 1748-1832)
- Adolf Berle
- Isaiah Berlin (Lotyšsko/Spojené království, 1909-1997)
- William Beveridge (Spojené království, 1879-1973)
- Louis Brandeis (1856-1941)
- Ludwig Joseph Brentano (Německo, 1844-1931)
- James M. Buchanan (USA, 1919- )

## C
- Marquis de Condorcet (Francie, 1743-1794)
- Benjamin Constant (Francie, 1767-1830)
- Benedetto Croce (Italie, 1866-1952)

## D
- Ralf Dahrendorf (Německo/Spojené království, 1929- )
- John Dewey (USA, 1859-1952)
- Denis Diderot (Francie, 1713-1784)
- Ronald Dworkin (USA, 1931- )

## E
- Desiderius Erasmus

## F
- Karl-Hermann Flach
- Benjamin Franklin
- Milton Friedman (USA, 1912- 2006 )
- Francis Fukuyama (USA, 1952- )

## H
- Alexander Hamilton (USA, 1755-1804)
- Friedrich August von Hayek (Rakousko/Spojené království/USA, 1899-1992)
- John Hicks
- Thomas Hill Green (Spojené království, 1836-1882)
- Thomas Hobbes [zdroj?]
- Wilhelm von Humboldt (Německo, 1767-1835)
- David Hume[zdroj?] (Spojené království, 1711-1776)

## Ch
- Anders Chydenius (Finsko, 1729-1803)

## J
- Thomas Jefferson (USA, 1743-1826)

## K
- Immanuel Kant (Německo, 1724-1804)
- Will Kymlicka

## L
- Abraham Lincoln
- John Locke

## M
- Salvador de Madariaga (Španělsko, 1886-1978)
- James Madison
- James Mill (Spojené království, 1773-1836)
- John Stuart Mill
- Ludwig von Mises (Rakousko, 1881-1973)
- Charles de Montesquieu (Francie, 1689-1755)

## N
- Friedrich Naumann (Německo, 1860-1919)
- Robert Nozick (USA, 1938-2002)
- Martha Nussbaumová

## O
- Bertil Ohlin (Švédsko, 1899-1979)
- José Ortega y Gasset (Španělsko, 1883-1955)

## P
- Thomas Paine (Spojené království/USA, 1737-1809)
- Alan Paton
- Karl Raimund Popper (Rakousko/Spojené království, 1902-1994)

## R
- Ayn Randová (Rusko, USA, 1905-1982)
- Walther Rathenau (Německo, 1867-1922)
- David Ricardo (Spojené království, 1772-1823)
- Wilhelm Röpke (Německo, 1899-1966)
- Richard Rorty (USA, 1931- )
- Murray Rothbard (USA, 1926-1995)
- Bertrand Russell (Spojené království, 1872-1970)

## S
- Arthur Schlesinger Jr.
- August Ludwig Schloezer (Německo, 1735-1809)
- Amartya Sen
- Emmanuel Joseph Sieyès (Francie, 1748-1836)
- Upton Sinclair
- Adam Smith (Spojené království, 1723-1790)
- Hernando de Soto
- Herbert Spencer (Spojené království, 1820-1903)
- Baruch Spinoza
- Joseph Stiglitz (USA, 1943- )

## T
- Johan Rudolph Thorbecke
- Alexis de Tocqueville (Francie, 1805-1859)
- Leonard Trelawny Hobhouse (Spojené království, 1864-1929)

## V
- Thorstein Veblen
- Dirk Verhofstadt
- Gore Vidal (USA, 1925- )
- Voltaire (Francie, 1694-1778)
- Ralph Waldo Emerson
- Max Weber
- Oliver Wendell Holmes Jr. (USA, 1841-1935)
- Woodrow Wilson (USA, 1856-1924)